# Ратник, Марцел
Ма́рцел Ра́тник (словен. Marcel Ratnik; род. 23 декабря 2003, Любляна) — словенский футболист, защитник клуба «Аль-Айн» и сборной Словении.

## Клубная карьера
Элшик — воспитанник клубов «Мура», «Марибор» и «Олимпия». 25 июля 2021 года в матче против «Радомлье» он дебютировал в чемпионате Словении в составе последнего. 31 июля 2022 года в поединке против «Браво» Марцел забил свой первый гол за «Олимпию». В 2023 году он помог клубу выиграть чемпионат и завоевать Кубок Словении. . 

## Достижения
Клубные
 «Олимпия»
- Победитель чемпионата Словении — 2022/23
- Обладатель Кубка Словении — 2022/23